# 戴金
戴金（1484年—1548年），字纯夫，號龍山，湖广汉阳府汉阳縣人，官籍。明朝政治人物。官至兵部尚書。

## 生平
正德二年（1507年）丁卯科湖广乡试舉人，九年（1514年）甲戌科三甲第171名進士，授苏州府推官，以外艰归。免喪，復任撫州府推官，嘉靖三年（1524年）正月选授广西道御史，五年巡视两淮盐政，积银六十馀万两，特赏羊酒、文绮以旌其功。六年巡按四川，贵州诸军征讨芒部沙保之乱，数年无功，兵部尚书兼左都御史李承勋采纳戴金的建议，授于隴勝明朝官职，收买夷人之心。嘉靖九年回朝，十年三月升太仆寺少卿，十二年四月以考察降一级调外任浙江按察司副使，調江西副使，备兵九江，十七年四月升贵州布政使司左参政，五月升都察院右佥都御史、整饬蓟州边备兼巡抚顺天，十八年二月因未能抵御北虜入寇马兰谷，被降一级调用，任南京太仆寺少卿，十九年五月升应天府府尹。为了重新修建太庙，嘉靖二十年四月世宗升戴金为都察院左副都御史，往四川采集大木，二十一年四月升任大理寺卿，二十二年十二月任都察院右都御史，仍管大理寺事，二十三年十月升任兵部尚书，又提督团营军务，仍领军阅视太庙工程。二十四年闰正月给事中杨上林论劾戴金器小才偏，不堪重任，遂令致仕。二十七年五月卒，賜祭葬。所著有《三难轩集》、《使蜀》、《海防》等稿。

## 家族
祖父戴愈。父戴伯珍。母陳氏，繼母蕭氏。
四子：長子戴江；次子戴淮，以蔭为国子生；次戴淮、戴河。曾孫戴自成，崇祯辛未进士。